# 10288 Saville
10288 Saville è un asteroide della fascia principale del diametro medio di circa 6,84 km. Scoperto nel 1983, presenta un'orbita caratterizzata da un semiasse maggiore pari a 2,3315342 UA e da un'eccentricità di 0,2493827, inclinata di 9,32624° rispetto all'eclittica.